# Andrea Verešová
Andrea Verešová (* 28. června 1980 Žilina) je slovenská modelka (Miss Slovenska 1999), herečka a zakladatelka Nadačního fondu Andrey Verešové. Po vítězství v soutěži Elite Model Look získala pracovní kontrakt v Paříži a úspěšně působila několik let jako modelka v zahraničí. Získala kontrakty s věhlasnými módními domy a značkami jako Chanel, Armani, Roberto Cavali a Alberta Ferreti. Fotila se slavnými fotografy jako Patrick Demarchelier a Mario Testino a pro známé světové magazíny a časopisy. Zahrála si v několika filmech, reklamách i seriálech.

## Životopis

### Vzdělání
V letech 1994 až 1999 navštěvovala belgické gymnázium v Žilině. Po jeho ukončení studovala na Právnické fakultě Univerzity Karlovy v Praze. Studium ukončila v roce 2007 na Západočeské univerzitě v Plzni.

### Kariéra modelky
V mladém věku se zúčastnila soutěží jako byly Miss Teenager a Elite Model Look. V roce 1999 získala titul Miss Slovensko. Od té doby se aktivně věnuje modelingu. V květnu 2010 se objevila na obálce českého vydání pánského časopisu Playboy.

### Let's Dance
V roce 2008 účinkovala v taneční soutěži Let's Dance. S tanečním partnerem Petrem Čadkem se umístili na 3. místě.

## Osobní život
Je dcerou univerzitního profesora Ondreje Vereše a právničky, exekutorky a náměstkyně ministra spravedlnosti SR Ester Verešové. Má starší sestru Alexandru Nejedlou. V letech 1999–2003 byl jejím partnerem český lední hokejista Jaromír Jágr. V březnu 2007 se vdala za právníka Daniela Volopicha. Mají spolu dvě děti – dceru Vanessu a syna Daniela Tobiase.
Několik let žila v Paříži a v Miláně. Krátký čas působila v Londýně a v New Yorku a dalších světových metropolích. Po uzavření sňatku se natrvalo usadila v Česku.
Mluví slovensky, česky, francouzsky, anglicky, německy, španělsky a italsky.

## Filmografie

### Film
- 2004 Princ a já – role: přítelkyně prince Eddieho
- 2005 Panic je nanic – role: barmanka
- 2019 Špindl 2 – role: nápadnice Radima Fialy
- 2023 Perinbaba a dva světy – role: kněžna

### Televize
- 2014 Svatby v Benátkách (TV seriál, 9 dílů) – role: Mirka Kolomazníková/Vopičková
- 2015 Místo zločinu Plzeň (TV seriál, díl: „Návrat staré lásky“) – role: Bára Holková